# عیسی در دربار هیرودیس

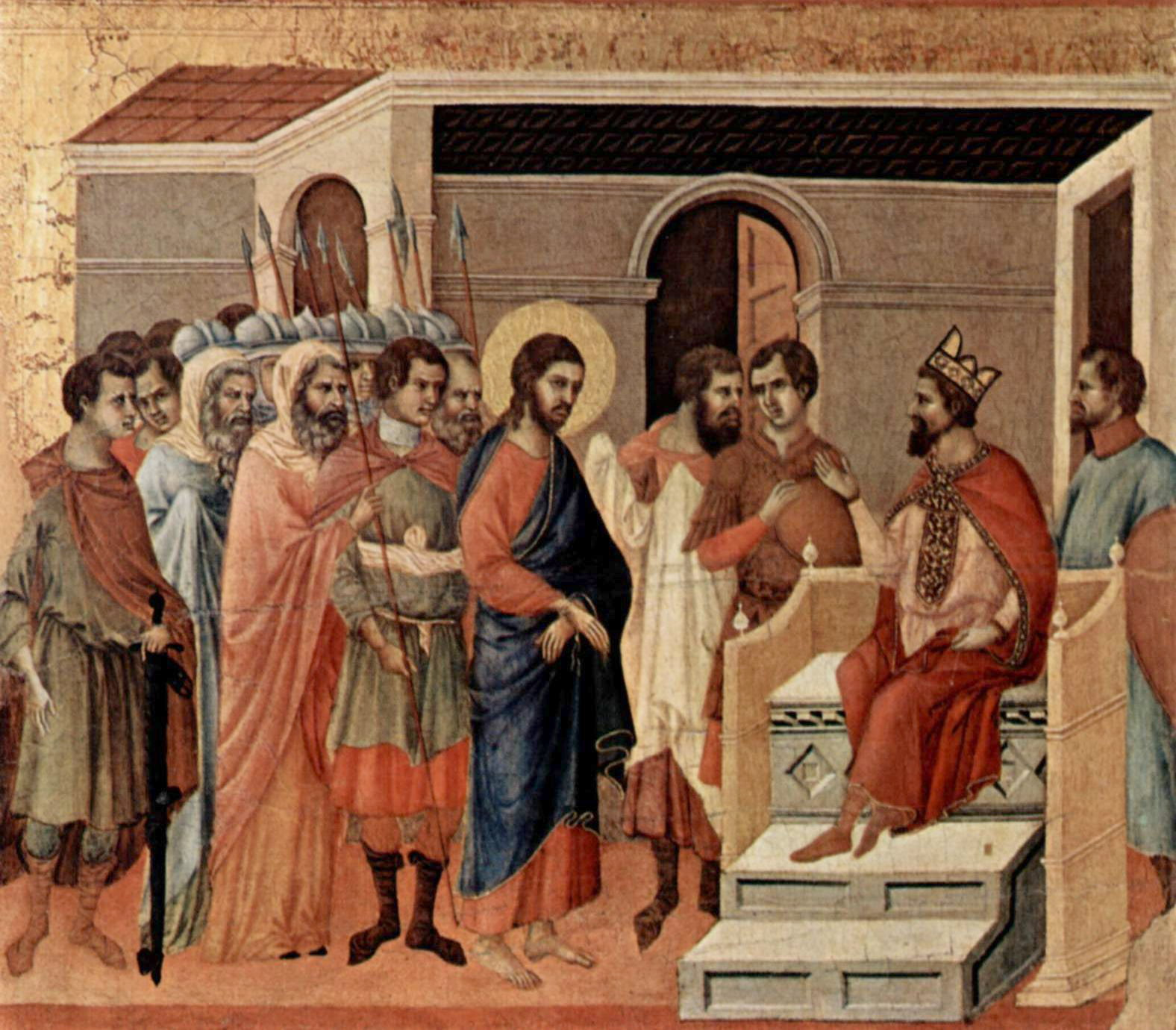

عیسی در دربار هیرودیس (انگلیسی: Jesus at Herod's court) اشاره به قسمتی در عهد جدید که توصیف می‌کند عیسی به دربار هیرودیس آنتیپاس در اورشلیم، قبل از تصلیب عیسی ارسال شده‌است. این قسمت در انجیل لوقا شرح داده شده‌است. (23:7–15).